# Síndrome de Gerstmann
Síndrome de Gerstmann é um distúrbio neurológico raro caracterizado por lesões no giro angular do hemisfério cerebral dominante (geralmente o hemisfério esquerdo). O giro angular situa-se no lobo parietal, próximo ao lobo temporal. Nomeado em homenagem a Josef Gerstmann, pode eventualmente mudar de nome para Síndrome Angular por recomendação da comunidade científica.
Em 1924, o neurocientista austríaco Josef Gerstmann descreveu uma doença neurológica rara que observou em alguns doentes e que consistia numa tétrade de sintomas que incluem a incapacidade de efectuar cálculos (acalculia), de discriminar os seus próprios dedos (agnosia dos dedos), de escrever com as mãos (agrafia) e de distinguir a esquerda da direita (desorientação esquerda-direita).
Esta síndrome também está descrita em crianças aparentemente normais, mas com danos cerebrais, que apresentam dificuldades de aprendizagem, sendo designada por síndrome de Gerstmann do desenvolvimento.

## Causa
O síndroma de Gerstmann é causado por lesões cerebrais específicas que afectam o lóbulo posterior do lobo parietal no hemisfério dominante, que é normalmente o hemisfério esquerdo, mas em alguns doentes pode ser o direito, especialmente o giro angular e estruturas adjacentes (na confluência dos lobos parietal, temporal e occipital), alguns estudos mostraram que é causada não só por lesão na área mencionada mas também no lobo frontal médio esquerdo do hemisfério dominante.
A causa desta síndrome pode ser:
- Acidente vascular cerebral isquémico;[4][5][8]
- Tumores;[10][11]
- Aneurisma dissecante da artéria carótida ou estenose;[12]
- Aneurisma da artéria cerebral média;[13]
- Leucoencefalopatia multifocal progressiva;[14]
- Hematoma subdural crónico;[15]
- Esclerose múltipla;[16]
- Atrofia cortical.[17]

Outras etiologias difusas são:
- Alcoolismo;[18]
- Envenenamento por monóxido de carbono;[18][19]
- Intoxicação por chumbo;[18]
- Choque anafiláctico;[18]
- Lúpus eritematoso sistémico.[18]

Outros casos relatados apresentaram síndrome de Gerstmann, como lesões císticas com espaços perivasculares dilatados, como complicação da angiografia cerebral, como complicação do contraste utilizado na angiografia, como complicação do tratamento endovascular de malformação arteriovenosa dural, síndrome de leucoencefalopatia posterior, inflamação granulomatosa necrosante de vasos subaracnóides de pequeno e médio calibre, reacção adversa à acetazolamida e embolia de mixoma da aurícula esquerda.
Podem ocorrer sintomas transitórios desta síndrome como resultado de epilepsia do lobo parietal.

## Epidemiologia
Devido à variação das causas, esta síndrome pode ocorrer em crianças, jovens e idosos, tendo sido denominada "síndrome de Gerstmann do desenvolvimento" em crianças. Encontrar um doente com dois ou três sintomas desta síndrome não é raro, mas encontrar um doente com a síndrome completa é raro.

## Fisiopatologia
Os sintomas da síndrome de Gerstmann podem ser explicados por uma perturbação que afecta áreas específicas do cérebro, mas existem algumas divergências entre os estudos sobre a localização exacta da doença, por exemplo, os locais responsáveis pela agnosia dos dedos e acalculia  foram encontrados no giro supramarginal ou perto do sulco intraparietal, e o envolvimento do giro parietal superior foi considerado responsável pela agrafia. São necessários mais estudos para saber se a síndrome ocorre como resultado de uma lesão angular com ou sem extensão subcortical.
Foram mencionadas várias hipóteses para explicar a síndrome de Gerstmann, mas nenhuma delas foi confirmada.
Vários autores têm sugerido que o defeito que causa alguns sintomas (acalculia, desorientação direita-esquerda e agnosia dos dedos) desta síndrome está nas rotações espaciais mentais, pensa-se que o problema nesta síndrome está na restrição do grau de liberdade de rotação espacial; especialmente no mapeamento horizontal defeituoso.
Pensa-se também que a forma pura da síndrome de Gerstmann é causada pela desconexão de uma lesão subcortical da substância branca parietal que afecta o cruzamento de fibras e desconecta redes corticais separadas.

## Histopatologia
Os achados histopatológicos diferem de acordo com a causa da síndrome de Gerstmann, por exemplo: necrose dos neurónios no AVC isquémico, inflamação granulomatosa necrosante dos vasos subaracnóides de pequeno e médio calibre ou espaços perivasculares dilatados com múltiplas lesões quísticas.

## Sinais e sintomas
Essa síndrome é caracterizada por quatro sintomas principais: 
- Disgrafia/agrafia: dificuldade/incapacidade de se expressar pela escrita;
- Discalculia/acalculia: dificuldade/incapacidade de compreender matemática;
- Agnosia digital: a incapacidade de distinguir os dedos na mão;
- Desorientação em relação a esquerda e direita.

Os sintomas da síndrome de Gerstmann devem incluir; agnosia dos dedos, acalculia em que os doentes compreendem os números mas não conseguem efectuar uma simples adição, desorientação esquerda-direita e agrafia, um estudo sugeriu que a acalculia está sempre associada a afasia semântica, que tem um envolvimento significativo no giro angular, e o artigo sugeriu que a síndrome deveria incluir afasia semântica em vez de agrafia, esta última pode ocorrer em caso de envolvimento do giro parietal superior, os sintomas desta síndrome podem ser completos ou parciais e podem ser atribuídos a outros sintomas cerebrais, podendo ocorrer em idosos e crianças.
Esta síndrome pode ser transitória e causada como um sintoma ictal na epilepsia parcial, mas pode ocorrer como três sintomas em 4.
Os sintomas e sinais desta doença em crianças podem aparecer tardiamente nos anos após a asfixia perinatal e podem sofrer apenas de outros sintomas no período neonatal; convulsões.
Outros sintomas e sinais que podem acompanhar esta síndrome diferem de acordo com a causa desta síndrome, tais como; apraxia, ataxia óptica, declínio cognitivo, dormência ou fraqueza. Defeitos de imitação de gestos e agnosia dos dedos dos pés podem ser vistos como uma associação com a agnosia dos dedos, por isso pode ser nomeada como agnosia dos dígitos.
A síndrome de Gerstmann do desenvolvimento ocorre em crianças com a tétrade dos sintomas mencionados, com ou sem dispraxia como um quinto sintoma.
Assim, para diagnosticar esta síndrome, deve ser feita uma história completa e um exame físico para orientar o médico para a causa da doença. 
Devem ser efectuados alguns exames neurológicos especiais para diagnosticar os 4 componentes da síndrome de Gerstmann: 
Agnosia dos dedos: O examinador deve tapar os olhos ao doente e pedir-lhe para esticar os dedos, depois o examinador deve tocar-lhe ligeiramente nos dedos e o doente deve responder identificando o dedo assim que foi tocado, este exame deve ser feito primeiro com os olhos abertos para eliminar o mal-entendido ou a falta de atenção, este teste pode ser afectado se o doente tiver insensibilidade táctil, é necessário um mínimo de 20% de falso reconhecimento pelo doente para diagnosticar o doente com agnosia dos dedos.
Desorientação direita-esquerda: o médico deve dar ao doente um cartão com instruções escritas, tais como "colocar a mão esquerda na orelha direita" e deve pedir-se ao doente que leia em voz alta. Se o doente ler incorrectamente, o médico deve contactar verbalmente com o doente, pedindo-lhe então que siga instruções semelhantes.
Disgrafia: o médico deve mostrar um relógio ao doente e este deve escrever o nome do relógio sem o dizer primeiro, depois o médico deve mostrar a palavra "SETE" ao doente e, depois de a ler e de a apresentar oralmente, deve pedir ao doente que a escreva, depois o doente deve repetir a frase "Ele gritou o aviso" e deve explicá-la e escrevê-la.
A discalculia: dar ao paciente um cartão com uma equação simples "85-27" e pedir-lhe que a escreva e calcule, depois pedir-lhe que faça uma equação de multiplicação na sua cabeça sem a escrever ou ver.
À medida que o número de componentes da síndrome de Gerstmann aumenta, a lesão cerebral responsável tende a ser maior.

## Avaliação
Qualquer doente com os sintomas e sinais da síndrome de Gerstmann deve ser avaliado através de um exame de neuroimagem por Ressonancia Magnética(RM) ou Tomografia computarizada (TC); devem ser observadas anomalias no giro angular dominante, com ou sem o envolvimento das áreas circundantes; as anomalias que devem ser observadas na imagiologia diferem consoante a causa da síndrome.
O enfarte pode ser detectado na TC como um foco de baixa densidade, mas também foi descrito um foco de alta densidade no lobo parietal num doente com síndrome de Gerstmann, a RM na fase aguda mostrará uma difusividade anormalmente reduzida. A tomografia computorizada de emissão de protões simples com bicisato de tecnécio-99 também mostra uma diminuição do fluxo sanguíneo cerebral com um aumento do lactato na espectroscopia por RM e ondas lentas no hemisfério afectado na electroencefalografia, e a angiografia pode mostrar estenose na artéria cerebral média.
Estudos demonstraram que o fluxo sanguíneo cerebral também estaria diminuído nas áreas não infartadas.
Em doentes com hematoma subdural crónico, a tomografia computorizada mostra uma colecção de líquido hipodensa extra-axial.
Na esclerose múltipla, a ressonância magnética cerebral mostrará placas nas áreas mencionadas e, na síndrome de leucoencefalopatia posterior, as imagens ponderadas em T2 da ressonância magnética mostrarão uma lesão anormal de alta intensidade na substância cinzenta e branca.
Na inflamação granulomatosa necrotizante, a pleocitose linfocítica no líquido cefalorraquidiano e o realce meníngeo marcado na RM com vénulas corticais dilatadas sao sinais maiores da doenca.
Outras lesões de outras doenças no lobo parietal podem ser detectadas por RM, como o vírus JC. As lesões podem não estar limitadas ao lobo parietal, mas podem envolver outros lobos e outras áreas.
O diagnóstico da síndrome de Gerstmann em crianças pode ser impossível nas fases iniciais porque os lobos parietais têm um desenvolvimento funcional lento durante a infância.

## Diagnóstico diferencial
O diagnóstico diferencial da síndrome de Gerstmann inclui:
Atrofia cortical posterior que partilha o sintoma de agrafia com a síndrome de Gerstmann, outros sintomas incluem: heminegligência, ataxia óptica e alexia verbal.
Algumas lesões do lobo occipital que incluem agrafia com alexia.
A doença de Alzheimer, que provoca a degenerescência das redes cerebrais, é considerada um diferencial da síndrome de Gerstmann e pode estar associada a esta, também a síndrome de disfunção cortical posterior progressiva pode causar sintomas semelhantes e, por vezes, provocar a própria síndrome.
A possibilidade de síndrome de desconexão deve ser considerada como diagnóstico em alguns casos.
Como diferencial para a síndrome de Gerstmann do desenvolvimento estão as perturbações que causam dificuldades de aprendizagem, como a discalculia do desenvolvimento.

## Prognóstico
A presença da síndrome de Gerstmann com outras perturbações pode tornar a vida normal impossível, principalmente devido à grave desorientação direita-esquerda. Mas as crianças que apresentam a síndrome de Gerstmann do desenvolvimento podem mostrar uma melhoria com o treino intensivo da fala, especialmente quando é diagnosticada precocemente.

## Complicações
À medida que o número de componentes da síndrome de Gerstmann aumenta, a lesão responsável tende a ser maior e o comprometimento neurológico também tende a ser maior; cada doente com os 4 componentes desta síndrome tem maior probabilidade de ter um comprometimento grave da função cerebral e a lesão tende a comprometer a sobrevivência do doente.

## Cuidados pós-operatórios e de reabilitação
Os doentes com síndrome de Gerstmann podem apresentar uma excelente recuperação após reabilitação e tratamento intensivos, mas a acalculia pode sofrer um atraso na recuperação. Além disso, as crianças com síndrome de Gerstmann desenvolvimental podem apresentar melhorias na síndrome, mas isso pode exigir o reconhecimento e diagnóstico precoce da síndrome.

## Consultas
Em doentes com síndrome de Gerstmann, que ocorre devido a tumores, hemorragia ou em doentes com sintomas epilépticos da síndrome de Gerstmann, os neurocirurgiões devem ser consultados para avaliar o plano de tratamento do doente.

## Tratamento
Não há cura para a síndrome de Gerstmann. O tratamento é apenas sintomático e psicoeducativo. Terapia fonoaudiológica pode ajudar a diminuir a dificuldade em ler, escrever e calcular. Calculadoras e processadores de texto podem ajudar a contornar esses problemas. O neurologista e neuropsicólogo são os profissionais capacitados para reabilitação. 
Algumas causas da síndrome de Gerstmann podem ser reversíveis e podem ser tratadas, como a remoção do tumor, a hemorragia ou a lesão do foco de epilepsia ou o tratamento da etiologia difusa, como o envenenamento por monóxido de carbono.

## Parônimo
Não deve ser confundida com a Síndrome de Gerstmann-Straussler-Scheinker, uma encefalopatia espongiforme transmissível.